# Рафальський Олег Олексійович
Рафа́льський Оле́г Олексі́йович (нар. 21 жовтня 1959, Забріддя, Черняхівський район, Житомирська область, Українська РСР, СРСР) — український політик і науковець. Заступник Глави Адміністрації Президента України (2010—2014). З 2014 — директор Інституту політичних і етнонаціональних досліджень ім. І. Ф. Кураса НАН України. Академік НАН України і НАПН України. Віцепрезидент НАН України (із жовтня 2020). Входить до складу наукової ради Українського історичного журналу.

## Життєпис
Народився 21 жовтня 1959 у селі Забріддя Черняхівського району Житомирської області.

## Освіта
Закінчив Київський державний університет ім. Т. Г. Шевченка, 1983 р., історик, викладач історії та суспільствознавства.
З 2001 — Доктор історичних наук
З 2003 — професор.

## Кар'єра
- 09.1978 — 06.1983 — студент Київського державного університету ім. Т. Г. Шевченка
- 08.1983 — 12.1984 — асистент Кіровоградського державного педагогічного інституту ім. О. С. Пушкіна
- 12.1984 — 11.1987 — секретар комітету комсомолу Кіровоградського державного педагогічного інституту ім. О. С. Пушкіна
- 11.1987 — 11.1990 — аспірант Київського державного університету ім. Т. Г. Шевченка
- 12.1990 — 05.1997 — старший викладач, завідувач кафедри, в.о. декана факультету Кіровоградського державного педагогічного інституту ім. О. С. Пушкіна
- 05.1997 — 09.1998 — декан факультету, доцент Кіровоградського державного педагогічного університету ім. В. Винниченка
- 10.1998 — 10.2000 — докторант Інституту політичних і етнонаціональних досліджень ім. І. Ф. Кураса НАН України
- 11.2000 — 02.2003 — провідний науковий співробітник Інституту політичних і етнонаціональних досліджень ім. І. Ф. Кураса НАН України
- 02.2003 — 02.2005 — керівник Головного управління з питань внутрішньої політики Адміністрації Президента України[4][5]
- 02.2005 — 10.2006 — провідний науковий співробітник Інституту політичних і етнонаціональних досліджень ім. І. Ф. Кураса НАН України
- 10.2006 — 12.2007 — заступник керівника апарату прем'єр-міністра України
- 01.2008 — 04.2010 — перший заступник завідувача секретаріату депутатської фракції Партії регіонів
- 04.2010 — 04.2011 — заступник Глави Адміністрації Президента України — керівник Головного управління документального забезпечення Адміністрації Президента України[6][7]
- 04.2011 — 10.2014 — заступник Глави Адміністрації Президента України[8][9]
- з 26.02.2014 по 05.03.2014 — т.в.о Глави Адміністрації Президента України.

27.10.2014 Президент України Петро Порошенко звільнив О. Рафальського з посади заступника Глави Адміністрації Президента (Указ № 825 від 27 жовтня 2014). О. Рафальського звільнено за власним бажанням.

- з 2014 — директор Інституту політичних і етнонаціональних досліджень ім. І. Ф. Кураса НАН України.

## Наукова робота
Член Президії Національної спілки краєзнавців України, автор понад 115 наукових праць

## Відзнаки
- Заслужений діяч науки і техніки України (29.10.2004).
- Лауреат премії НАН України імені М. С. Грушевського (2007)
- Почесний краєзнавець України (2013)
- Лауреат державної премії з науки і техніки 2017 р. за роботу «Цивілізаційний вибір України і соціальний прогрес»[11]
- Лауреат Премії імені академіка Петра Тронька (2019)[12]

## Інше
Вільно володіє українською, російською. Німецька — базова.